# Roberto Tamagnini
Roberto Tamagnini (ur. 1 marca 1942 w San Marino) – sanmaryński strzelec sportowy i pisarz.
Urodził się w stolicy San Marino, jednak większość życia spędził w Fiorentino. Absolwent nauk politycznych na Uniwersytecie w Urbino. Przez ok. 35 lat był pracownikiem administracji publicznej.
Brał udział w igrzyskach olimpijskich w latach 1972 (Monachium), 1976 (Montreal) i 1980 (Moskwa). Startował tylko w strzelaniu z pistoletu szybkostrzelnego z odległości 25 metrów, w którym zajmował 46. i 36. miejsce (odpowiednio: Montreal i Moskwa). Startował w tej konkurencji także w Monachium, ale nie ukończył wówczas zawodów.
Po odejściu na emeryturę zajął się pisaniem książek. Jest autorem kilku, w tym m.in.: Acta minima, Racconti per le quattro stagioni czy Quaranta vite in un attimo. Jest laureatem kilkunastu lokalnych konkursów na terenie San Marino i Włoch (m.in. konkursów imienia Molinella, Szekspira czy Tołstoja).
W 2009 został wybrany przewodniczącym Sanmaryńskiej Federacji Strzeleckiej (Federazione Sammarinese Tiro a Segno).

## Wyniki olimpijskie
| Igrzyska | Konkurencja                        | Wynik                 | Miejsce    | Źródło |
| -------- | ---------------------------------- | --------------------- | ---------- | ------ |
| IO 1972  | Pistolet szybkostrzelny, 25 metrów | DNF                   | DNF        | [ 3 ]  |
| IO 1976  | Pistolet szybkostrzelny, 25 metrów | 547 punktów (280-267) | 46 (na 48) | [ 4 ]  |
| IO 1980  | Pistolet szybkostrzelny, 25 metrów | 572 punkty (287-285)  | 36 (na 40) | [ 5 ]  |